# Großstöbnitz
Großstöbnitz ist ein Ortsteil der Stadt Schmölln im Landkreis Altenburger Land in Thüringen. Die Gemeinde Großstöbnitz mit ihren Ortsteilen Kleinmückern und Papiermühle wurde am 1. Januar 1996 nach Schmölln eingemeindet.

## Lage
Das Dorf Großstöbnitz liegt im Sprottetal nordöstlich von Schmölln. Der landwirtschaftlich geprägte Ortsteil besitzt noch traditionelle Bauernhöfe. Auf dem gegenüber liegenden Ufer der Sprotte befindet sich Kleinstöbnitz, welches in Großstöbnitz aufgegangen ist und mit diesem verschmolz.
Westlich von Großstöbnitz befindet sich am Bach Litschke das Rückhaltebecken Großstöbnitz unterhalb des Ortes Bohra.

## Geschichte
Die erstmals niedergeschriebene urkundliche Ersterwähnung geht auf den 14. April 1191 zurück. Großstöbnitz gehörte zum wettinischen Amt Altenburg, welches ab dem 16. Jahrhundert aufgrund mehrerer Teilungen im Lauf seines Bestehens unter der Hoheit folgender Ernestinischer Herzogtümer stand: Herzogtum Sachsen (1554 bis 1572), Herzogtum Sachsen-Weimar (1572 bis 1603), Herzogtum Sachsen-Altenburg (1603 bis 1672), Herzogtum Sachsen-Gotha-Altenburg (1672 bis 1826). Bei der Neuordnung der Ernestinischen Herzogtümer im Jahr 1826 kam der Ort wiederum zum Herzogtum Sachsen-Altenburg. Nach der Verwaltungsreform im Herzogtum gehörte Großstöbnitz bezüglich der Verwaltung zum Ostkreis (bis 1900) bzw. zum Landratsamt Ronneburg (ab 1900). Das Dorf gehörte ab 1918 zum Freistaat Sachsen-Altenburg, der 1920 im Land Thüringen aufging. 1922 kam es zum Landkreis Altenburg. Am 1. Oktober 1922 wurde Kleinstöbnitz und am 1. Juli 1950 Kleinmückern eingemeindet.
Bei der zweiten Kreisreform in der DDR wurden 1952 die bestehenden Länder aufgelöst und die Landkreise neu zugeschnitten. Somit kamen die Gemeinde Großstöbnitz und ihre Ortsteile Kleinstöbnitz, Kleinmückern und Papiermühle mit dem Kreis Schmölln an den Bezirk Leipzig; jener gehörte seit 1990 als Landkreis Schmölln zu Thüringen und ging bei der thüringischen Kreisreform 1994 im Landkreis Altenburger Land auf. Vom 8. März 1994 bis 31. Dezember 1995 gehörte die einstmals eigenständige Gemeinde der Verwaltungsgemeinschaft Saara an. Als diese zum 1. Januar 1996 aufgelöst wurde, wurden die Mitgliedsgemeinden in die Einheitsgemeinde Saara umgewandelt, die wiederum zum 31. Dezember 2012 nach Nobitz eingemeindet wurde. Die Gemeinde Großstöbnitz und ihre Ortsteile wurden hingegen am 1. Januar 1996 nach Schmölln eingemeindet. Im Ortsteil Großstöbnitz wohnten 2023 insgesamt 503 Personen.

## Kirche
Die Dorfkirche Großstöbnitz ist eine im Kern romanische Chorturmkirche, die später mehrfach umgebaut wurde.

## Verkehr

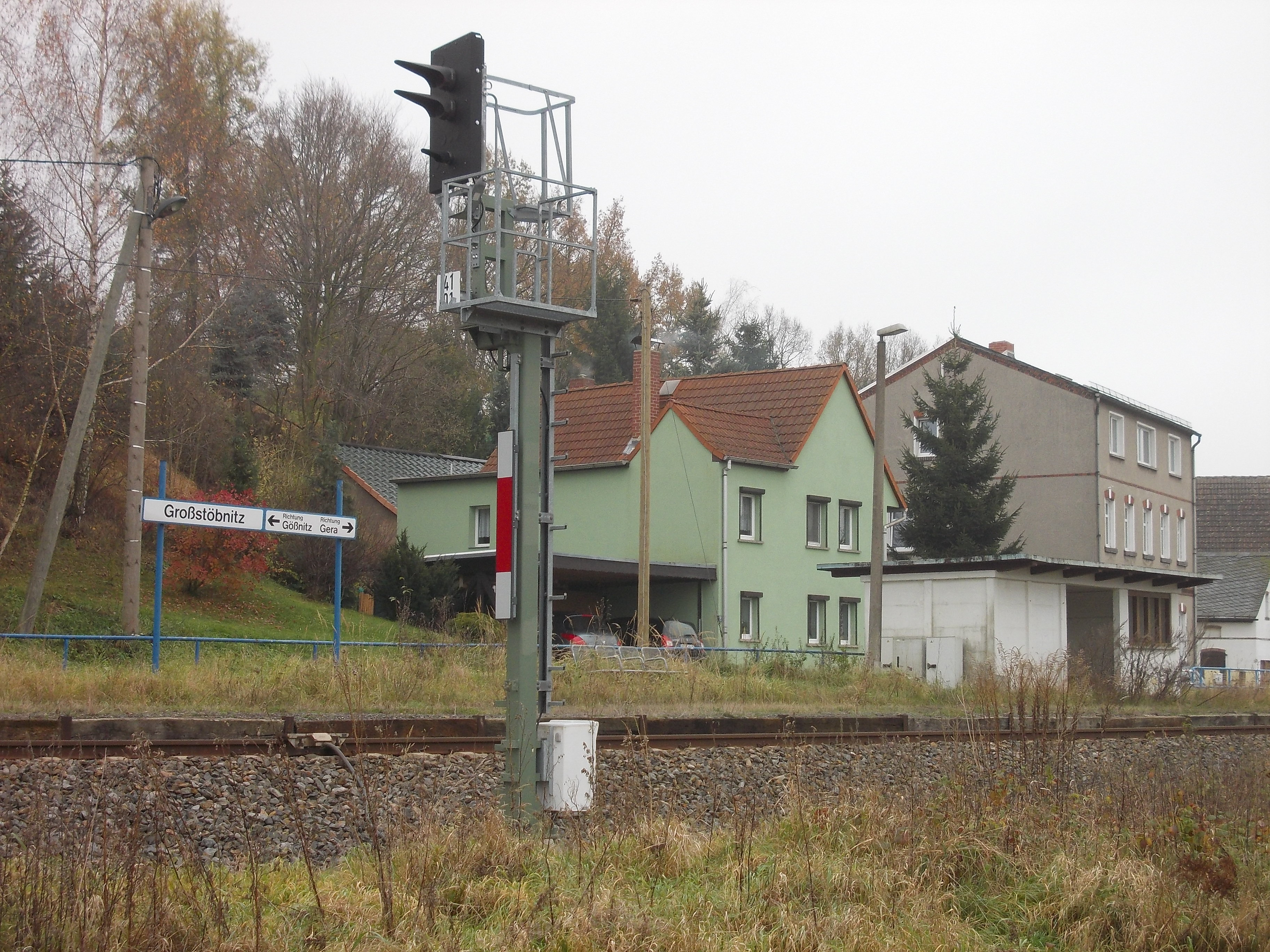
Haltepunkt Großstöbnitz

Großstöbnitz liegt an der Bundesstraße 7 und an der Bahnstrecke Gößnitz–Gera. Der Haltepunkt Großstöbnitz wurde am 1. Dezember 1887 in Betrieb genommen. Er verfügte über eine massive Wartehalle. Mit der Einstellung des Regionalbahnverkehrs auf der Strecke Gera–Altenburg zum Fahrplanwechsel im Dezember 2008 entfiel der Halt in Großstöbnitz. Am 12. Dezember 2010 wurde die Station stillgelegt.